# Krivi Vir
Krivi Vir (izvirno srbsko Криви Вир) je naselje v Srbiji, ki upravno spada pod Občino Boljevac; slednja pa je del Zaječarskega upravnega okraja.

## Demografija
V naselju živi 514 polnoletnih prebivalcev, pri čemer je njihova povprečna starost 60,2 let (57,7 pri moških in 62,4 pri ženskah). Naselje ima 242 gospodinjstev, pri čemer je povprečno število članov na gospodinjstvo 2,27.
To naselje je, glede na rezultate popisa iz leta 2002, večinoma srbsko.
|  |

| Demografija | Demografija     | Demografija     |
| Leto        | Št. prebivalcev | Št. prebivalcev |
| ----------- | --------------- | --------------- |
|             |                 |                 |
|             |                 |                 |
|             |                 |                 |
|             |                 |                 |
| 1948        | 2242            |                 |
| 1953        | 2203            |                 |
| 1961        | 1973            |                 |
| 1971        | 1537            |                 |
| 1981        | 1153            |                 |
| 1991        | 802             | 798             |
| 2002        | 558             | 549             |
|             |                 |                 |

| Etnična sestava po popisu iz leta 2002 | Etnična sestava po popisu iz leta 2002 | Etnična sestava po popisu iz leta 2002 | Etnična sestava po popisu iz leta 2002 | Etnična sestava po popisu iz leta 2002 |
| -------------------------------------- | -------------------------------------- | -------------------------------------- | -------------------------------------- | -------------------------------------- |
| Srbi                                   | Srbi                                   |                                        | 538                                    | 97,99%                                 |
| Muslimani                              | Muslimani                              |                                        | 4                                      | 0,72%                                  |
| Vlahi                                  | Vlahi                                  |                                        | 4                                      | 0,72%                                  |
| Slovenci                               | Slovenci                               |                                        | 2                                      | 0,36%                                  |
| Neznano                                | Neznano                                |                                        | 0                                      | 0,0%                                   |